# Alegorija Kreposti (Correggio)
Alegorija kreposti je Correggiova slika, tempera na platnu iz okoli leta 1531 in meri 149 × 88 cm. Ta in Alegorija pregreh sta bili naslikani kot par za studiolo Isabelle d'Este, pri čemer je slika Pregreh verjetno nastala kot druga v paru obeh. Ta hipoteza je zato, ker je za Pregrehe ohranjena samo ena skica, za razliko od Kreposti, za katero sta ohranjeni dve pripravljalni študiji (v Louvru), skupaj z oljno skico (pripisano Correggiu v popisu iz leta 1603; nekdaj v Aldobrandinijevi zbirka in danes v Galleria Doria Pamphili v Rimu) - to nakazuje, da je Correggio počasi postajal vedno bolj spreten.
Potem ko je bila vsebina studia razpršena, sta Alegorija kreposti in Mantegna okrog leta 1627 izročeni kardinalu Richelieuju in ju preselili v Pariz. Tam jih je kupil Eberhard Jabach leta 1671, preden jih je prodal Ludviku XIV. - Virlina še vedno visi v Louvru.
- Skica v Galleria Doria Pamphili
- Skica
- Skica

## Opis
Kot se običajno razlaga, je osrednja ženska Minerva, drži zlomljeno rdečo sulico v desni roki in čelado s perjem v levici - delo je lahko celo nadaljevanje Mantegnovega Triumfa kreposti iz leta 1502, naslikanega za isti studio in prav tako prikazuje Minervo z rdečo sulico. Krilata Slava lebdi nad njo in drži venec, medtem ko je sedeča ženska figura na levi obdana s simboli štirih kardinalnih vrlin (kača v njenih laseh za Razum, meč za Pravičnost, vajeti za Zmernost in Herkulova levja koža za Pogum). Nekateri si sedečo temnopolto žensko figuro na desni razlagajo kot astrologijo, znanost ali bolj splošno intelektualna vrlina – kaže izven prostora slike in tako (kot putto na sliki Pregrehe) privablja gledalčevo pozornost z ene slike na drugo.
Nekateri berejo alegorijo, kot da Isabella v preobleki modrosti vodi zbiranje vseh sil intelekta in človeškega značaja.
Tudi v tej kompoziciji imajo rastline svojo pomembno vlogo: posute so po vlažnem ospredju, valovijo kot veje v vetru, predvsem pa uredijo tisto edinstveno verzicante exedra, ki se razteza za sedečo skupino in jo tvorijo zaobljeni stebri listov, obrnjeni na pleteno protje.